# Journal of cardiovascular medicine
Il Journal of cardiovascular medicine (già Italian Heart Journal) è una rivista di medicina organo ufficiale della Federazione Italiana di Cardiologia.

## Storia editoriale
Nato nel 2006, in sostituzione dell'Italian Heart Journal, è pubblicato mensilmente, in lingua inglese dalla casa editrice Lippincott Williams & Wilkins. La rivista è peer-reviewed ed indicizzata in Index Medicus/PubMed-Medline. È affiancato dal Giornale Italiano di Cardiologia, organo ufficiale della Federazione Italiana di Cardiologia, pubblicato in lingua italiana.